# Dicranopygium angustissimum
Dicranopygium angustissimum är en enhjärtbladig växtart som först beskrevs av Noel Yvri Sandwith, och fick sitt nu gällande namn av Gunnar Wilhelm Harling. Dicranopygium angustissimum ingår i släktet Dicranopygium och familjen Cyclanthaceae.
Artens utbredningsområde är Guyana. Inga underarter finns listade.